# Kanton Raspes et Lévezou
Raspes et Lévezou is een kanton van het Franse departement Aveyron. Het kanton maakt deel uit van het  arrondissement Millau. In 2021 telde het 10.833 inwoners.
Het kanton werd gevormd ingevolge het decreet van 21 februari 2014, met uitwerking op 22 maart 2015, met Pont-de-Salars als hoofdplaats.

## Gemeenten
Het kanton omvat de volgende 22 gemeenten:
- Alrance
- Arques
- Ayssènes
- Broquiès
- Brousse-le-Château
- Canet-de-Salars
- Les Costes-Gozon
- Curan
- Lestrade-et-Thouels
- Pont-de-Salars
- Prades-Salars
- Saint-Laurent-de-Lévézou
- Saint-Léons
- Saint-Rome-de-Tarn
- Saint-Victor-et-Melvieu
- Salles-Curan
- Ségur
- Trémouilles
- Le Truel
- Vézins-de-Lévézou
- Le Vibal
- Villefranche-de-Panat